# Сыновья Эйлабун
«Сыновья Эйлабун» (араб. أبناء عيلبون‎) — документальный фильм 2007 года палестинского художника и режиссёра Хишама Зрейка (англ. Hisham Zreiq), который рассказывает о массовом убийстве в Эйлабун, совершённом израильской армией в ходе операции Хирам в октябре 1948 года. Фильм затрагивает события исхода палестинцев в 1948 году из Эйлабун, деревни в Северной Галилее между Назаретом и Галилейским морем. В результате инцидента были убиты 14 человек, 12 из которых казнены. Жители села были высланы в Ливан и в течение нескольких месяцев являлись беженцами, пока не смогли тайно вернуться в деревню.
В основе фильма лежит история отца режиссёра. Хишам Зрейк, объясняя, что побудило его снять фильм, вспоминает своего отца: «Он задыхался, глаза его были полны слез, и с дрожью в голосе он сказал: 'Я помню это, будто это случилось только что' — вот как он закончил историю, историю девятилетнего мальчика с маленькой деревни Эйлабун в Палестине, историю моего отца, когда он был беженцем».